# Puhov most
Puhov most je most, ki je del južne obvoznice mesta Ptuj, pravilno del glavne ceste G1-2 na odseku Hajdina - Ptuj - Ormož in prečka reko Dravo na Ptuju oziroma že umetno akumulacijsko jezero na Dravi Ptujsko jezero na predelu, kjer je jezero široko skoraj tristo metrov in globoko pet metrov. Ime nosi po izumitelju Janezu Puhu. Cesta G1-2 se v Dražencih navezuje na avtocesto A4 Slivnica-Gruškovje-meja s Hrvaško, ki poteka v trasi Phyrnske avtoceste.
Cestna povezava, ki je bila zgrajena skupaj z mostom, pomeni razbremenitev starega ptujskega cestnega mostu, ki je bil zgrajen pred petdesetimi leti in zaradi velikih prometnih obremenitev že večkrat obnovljen. Ta cestna povezava naj bi po prognozah prevzela okoli 25.000 motornih vozil na dan (2011 jih je 12.200 - Vir: DRSC, Prometne obremenitve).

## Osnovni podatki
Most je dolg 430 m, poteka preko petih polj (65 + 100 + 100 + 100 + 65 m), širok je 18,7 m in poteka v precej ostrem horizontalnem radiju 460 m. Dvopasovno vozišče ima skupno širino 8,1 m, pasova za kolesarje in pešce širine 3,1 m sta od vozišča fizično ločena. Most stoji na dveh opornikih in štirih vmesnih stebrih, od katerih so trije v jezeru, eden pa na suhem. Na podporni konstrukciji je prekladna (voziščna) konstrukcija v obliki prednapete armiranobetonske škatle trapezne oblike, konstrukcijske višine 2,7 m. Statični sistem mostu je kontinuirna zunanje prednapeta škatlasta konstrukcija (sistem »extradosed bridge« - nosilec, prednapet z nizkimi zategami), ki jo v svetu uporabljajo zadnjih petnajst let. Značilnost tovrstnih mostov je podobnost kabelskim mostovom, vendar imajo precej nižje pilone.
V času projektiranja je bilo v Evropi samo nekaj podobnih mostov, nekaj več jih je zgrajenih na Japonskem. Precej konstruktorskih in oblikovnih karakteristik Puhovega mostu pa je popolna novost, tako da skupaj s starodavnim Ptujem v ozadju tvori pravi unikat.
| Osnovni podatki                         | Osnovni podatki |
| --------------------------------------- | --- |
| velikost                                | dolžina 430 m, širina 18,7 m, površina 8097 m²                                                                                                   |
| prometna površina                       | dvopasovno vozišče širine 8,1 m, pešci in kolesarji 2 x 31,1 m                                                                                   |
| čas gradnje                             | oktober 2005 - maj 2007 |
| pogodbena vrednost                      | 8,8 milijonov evrov |
| temeljenje                              | betonski piloti premera 1,5 m segajo do 32 m pod vodno gladino                                                                                   |
| največja obremenitev posameznega pilota | do 900 ton |
| kabli                                   | sestavljeni so iz 31 jeklenih vrvi premera 1,5 cm nosilnosti 820 ton, vsak je napet s silo enako masi 400 ton, zunanji premer kablov znaša 18 cm |
| Poraba glavnih materialov               | |
| beton                                   | 9.488 m³ |
| armaturno jeklo                         | 1300 ton |
| visokovredno jeklo za kable             | 189.900 kg |
| visokovredno jeklo za zatege            | 99.060 kg |
| nerjaveče jeklo                         | 21.000 kg |